# Berza jerezana
Se llama berza jerezana a un cocido o potaje propio de la provincia de Cádiz y en particular de Jerez de la Frontera, otorgándole el nombre más conocido por ser principalmente popular y arraigado en dicha ciudad, si bien el plato es relativamente también popular en otros municipios como Chipiona, Rota, Cádiz o Conil de la Fontera.
Otra acepción es berza gitana por su tradicional vinculación con la gastronomía gitana.

## Origen

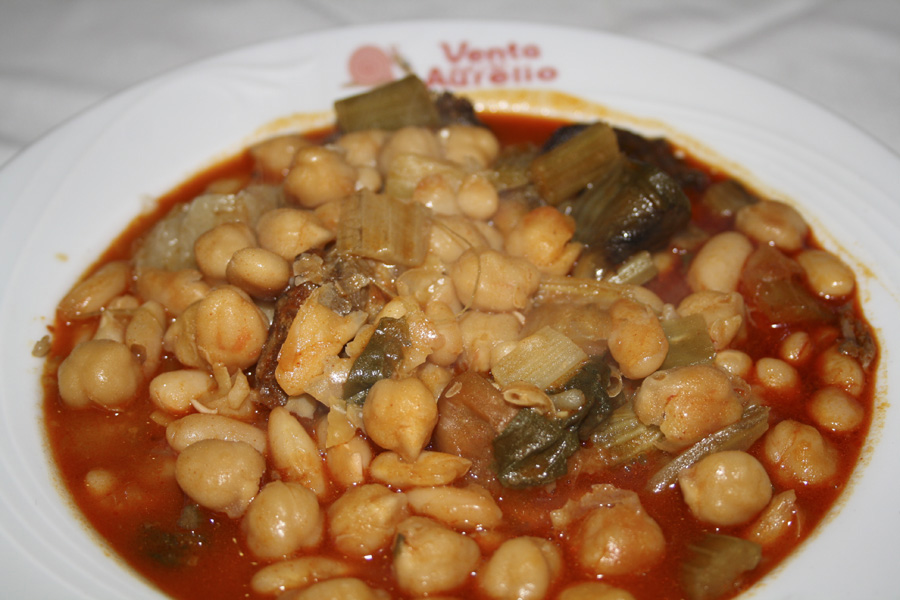
Plato de berza con pringá servido en Chipiona.

Es un plato de origen campesino, con principal arraigo en la Campiña de Jerez, tradicionalmente vinculado con la gastronomía gitana. Tradicionalmente era un guiso algo rudimentario con ingredientes de la zona y que, en tiempos de maltrecha economía, servía a muchas familias para salir adelante. Con el tiempo se ha ido ennobleciendo y está presente en la mayoría de los restaurantes, principalmente en otoño e invierno.

## Ingredientes
La berza contiene legumbres como garbanzos, judías blancas, habas o guisantes, y todos sus "avíos", carne de cerdo y sus derivados (morcilla, chorizo, jamón o papada) que le otorgan parte de su peculiar sabor y consistencia. Tiene también verduras, como coles, cardos, tagarninas y acelgas.
Principalmente se pueden destacar tres tipos de berza en la zona: de apio, de cardillos y de acelgas.

## Consumo
Se puede consumir todo junto o en dos platos. En este caso, se consumen primero las legumbres y las verduras, que varían según la temporada, y en segundo plato los productos cárnicos, a los que se llama la "pringá". Esta se come tradicionalmente con pan y sirve también para bocadillos.
La berza se prepara principalmente en los meses más fríos del año, en otoño, invierno y primavera, debido a ser un plato caliente y al aporte calórico de su ingesta.